# Eurovision Song Contest 2023

Länder som deltog i finalen.
Länder som inte tog sig till final.
Länder som tävlat förut men inte deltog 2023.

Eurovision Song Contest 2023 var den 67:e upplagan av musiktävlingen Eurovision Song Contest. Kalush Orchestra vann tävlingen 2022 för Ukraina med låten "Stefania", men med anledning av Rysslands invasion av Ukraina bekräftade EBU den 17 juni 2022 att Ukraina inte hade möjlighet att vara värdland för 2023 års tävling. Istället fick Storbritannien i uppdrag att arrangera Eurovision 2023 vid sidan av Ukraina. EBU och BBC meddelade den 7 oktober 2022 att Eurovision 2023 hålls i Liverpool. Det var första gången sedan 1980 som tävlingen inte gick i det land som vann föregående år.
Vinnare blev den svenska artisten Loreen med låten "Tattoo" som fick 583 poäng i finalen. Genom segern blev Loreen den andra artisten att vinna Eurovision Song Contest två gånger efter att hon vann 2012 med låten Euphoria. Den förste artist som vann två gånger var Irlands Johnny Logan, som vann åren 1980 och 1987. Loreen blev dessutom historisk med att bli den första kvinnan som har vunnit tävlingen två gånger. Loreens seger gav Sverige sin sjunde vinst i Eurovision Song Contest. Det innebär att Sverige tangerar Irlands rekord på samma antal vinster. Eftersom Loreen vann 2023 innebar det att Eurovision Song Contest 2024 hölls i Sverige.
Programledare var den brittiska sångerskan Alesha Dixon, brittiska skådespelaren Hannah Waddingham och ukrainska sångerskan Julia Sanina. I finalen medverkade Graham Norton från Irland som programledare. Kommentatorer för sändningen på SVT var Edward af Sillén och Måns Zelmerlöw.

## Format

### Produktionen
Eurovision Song Contest 2023 produceras av det brittiska public service-bolaget British Broadcasting Corporation (BBC). Det ukrainska public service-företaget Suspilne samarbetar med BBC för att utveckla och implementera ukrainska element för liveshowerna, inklusive temakonstverk, bakgrundsmusik, urval av presentatörer och öppnings- och mellanakter. De tre programmen produceras av BBC Studios Entertainment Productions och BBC Studios Music Productions, en del av BBC:s kommersiella dotterbolag BBC Studios.
Det seniora produktionsteamet består av Martin Green som verkställande direktör, Rachel Ashdown som huvudkommissionär, Andrew Cartmell som exekutiv producent, Lee Smithurst som chef för showen, Twan van de Nieuwenhuijzen som chef för tävlingen och James O'Brien som verkställande ansvarig för produktion. Ytterligare produktionspersonal inkluderar multikameraregissörerna Nikki Parsons, Richard Valentine och Ollie Bartlett, den kreativa chefen Dan Shipton, musikchefen Kojo Samuel, scendesignern Julio Himede, ljudchefen Robert Edwards och ljusdesignern Tim Routledge. Det ukrainska konsultteamet leds av Oksana Skybinska, Tetiana Semenova och Herman Nenov.
Den preliminära budgeten förväntas variera från £27 miljoner till £36 miljoner (€30,6 miljoner till €40,8 miljoner), varav Liverpool City Council och Liverpool City Region Combined Authority kommer att bidra med £2 miljoner samt £10 miljoner från Englands regering och £8 miljoner till £17 miljoner från BBC.

### Förändringar i röstningssystemet
Den 22 november 2022 meddelade EBU att det skulle göras förändringar i röstsystemet för årets tävling. Resultaten från semifinalerna baseras enbart på telefonröstning, vilket tidigare var fallet mellan 2004 och 2007. Däremot avgörs finalresultaten av både nationella juryer och telefonröstning, vilket har varit fallet sedan 2009. Om ett land inte kan leverera telefonröstningsresultat för semifinalerna, används ett reservjuryresultat. Om problemet kvarstår i finalen kommer jurypoängen som tilldelas i finalen fördubblas. Tidigare användes en algoritm för att beräkna och tilldela poäng baserat på länder med liknande röstningsmönster, men detta ersätts med att fördubbla jurypoängen om ett land inte kan leverera ett giltigt resultat.
Om ett lands jury diskvalificeras kommer teleröstningspoängen från det landet fördubblas och användas som ersättare i finalen, vilket innebär att poängen skulle avgöras antingen av teleröstning eller jurypoäng. Beräknade poäng kommer endast användas som en sista utväg om ett land inte kan leverera ett giltigt jury- eller teleröstningsresultat. Dessutom har tittare från icke-deltagande länder möjlighet att rösta i alla program. Deras röster sammanställs och presenteras som en individuell uppsättning av poäng under kategorin "Rest of World". Tittarna avger sina röster via en onlineplattform som kräver verifiering med kredit- eller betalkort.

## Deltagande länder
20 oktober 2022 meddelade EBU att 37 länder deltar i tävlingen 2023, vilket är det lägsta antalet deltagare sedan 2014, då 37 länder också deltog. Bulgarien, Montenegro och Nordmakedonien är de länder som inte deltar 2023, men som deltog 2022.
| Land           | TV-bolag           | Artist                    | Bidrag                 | Språk                                      | Låtskrivare | Ref.   |
| -------------- | ------------------ | ------------------------- | ---------------------- | ------------------------------------------ | --- | ------ |
| Albanien       | RTSH               | Albina & Familja Kelmendi | Duje                   | Albanska                                   | Enis Mullaj, Eriona Rushiti                                                                                             | [ 17 ] |
| Armenien       | ARMTV              | Brunette                  | Future Lover           | Armeniska, engelska                        | Elen Yeremyan | [ 18 ] |
| Australien     | SBS                | Voyager                   | Promise                | Engelska                                   | Alex Canion, Ashley Doodkorte, Simone Dow, Daniel Estrin, Scott Kay                                                     | [ 19 ] |
| Azerbajdzjan   | İTV                | TuralTuranX               | Tell Me More           | Engelska                                   | Nihad Aliyev, Tural Baghmanov, Turan Baghmanov, Tunar Taghiyev                                                          | [ 20 ] |
| Belgien        | VRT                | Gustaph                   | Because of You         | Engelska                                   | Jaouad Alloul, Stef Caers                                                                                               | [ 21 ] |
| Cypern         | CyBC               | Andrew Lambrou            | Break a Broken Heart   | Engelska                                   | Jimmy Jansson, Thomas Stengaard, Jimmy Thörnfeldt, Marcus Winther-John                                                  | [ 22 ] |
| Danmark        | DR                 | Reiley                    | Breaking My Heart      | Engelska                                   | Bård Bonsaksen, Sivert Hjeltnes Hagtvet, Rani Petersen, Hilda Stenmalm                                                  | [ 23 ] |
| Estland        | ERR                | Alika                     | Bridges                | Engelska                                   | Alika Milova, Wouter Hardy, Nina Sampermans                                                                             | [ 24 ] |
| Finland        | YLE                | Käärijä                   | Cha Cha Cha            | Finska                                     | Johannes Naukkarinen, Aleksi Nurmi, Jere Pöyhönen                                                                       | [ 25 ] |
| Frankrike      | France Télévisions | La Zarra                  | Évidemment             | Franska                                    | Fatima-Zahra Hafdi, Yannick Rastogi, Zacharie Raymond, Ahmed Saghir                                                     | [ 26 ] |
| Georgien       | GPB                | Iru                       | Echo                   | Engelska                                   | Beni Kadagidze, Iru Khechanovi, Giorgi Kukhianidze                                                                      | [ 27 ] |
| Grekland       | ERT                | Victor Vernicos           | What They Say          | Engelska                                   | Victor Vernicos Jørgensen                                                                                               | [ 28 ] |
| Irland         | RTÈ                | Wild Youth                | We Are One             | Engelska                                   | Jörgen Elofsson, Conor O'Donohoe, Edward Porter                                                                         | [ 29 ] |
| Island         | RÚV                | Diljá                     | Power                  | Engelska                                   | Diljá Pétursdóttir, Pálmi Ragnar Ásgeirsson                                                                             | [ 30 ] |
| Israel         | KAN                | Noa Kirel                 | Unicorn                | Engelska, hebreiska                        | Noa Kirel, Doron Medalie, May Sfadia, Yinon Yahel                                                                       | [ 31 ] |
| Italien        | RAI                | Marco Mengoni             | Due vite               | Italienska                                 | Marco Mengoni, Davide Petrella, Davide Simonetta                                                                        | [ 32 ] |
| Kroatien       | HRT                | Let 3                     | Mama ŠČ!               | Kroatiska                                  | Damir Martinović Mrle, Zoran Prodanović Prlja                                                                           | [ 33 ] |
| Lettland       | LTV                | Sudden Lights             | Aijā                   | Engelska, lettiska                         | Kārlis Matīss Zitmanis, Mārtiņš Matīss Zemītis, Andrejs Reinis Zitmanis, Kārlis Vārtiņš                                 | [ 34 ] |
| Litauen        | LRT                | Monika Linkytė            | Stay                   | Engelska, litauiska                        | Krists Indrišonoks, Monika Linkytė                                                                                      | [ 35 ] |
| Malta          | PBS                | The Busker                | Dance (Our Own Party)  | Engelska                                   | Matthew James Borg, Jean Paul Borg, Micheal Joe Cini, Sean Meachen, David Meilak                                        | [ 36 ] |
| Moldavien      | TRM                | Pasha Parfeni             | Soarele şi luna        | Rumänska                                   | Pasha Parfeni, Yuliana Parfeni, Cătălin Temciuc, Andrei Vulpe                                                           | [ 37 ] |
| Nederländerna  | AVROTROS           | Mia Nicolai & Dion Cooper | Burning Daylight       | Engelska                                   | Dion Cuiper, Jordan Garfield, Loek van der Grinten, Duncan de Moor, Mia Nicolai                                         | [ 38 ] |
| Norge          | NRK                | Alessandra                | Queen of Kings         | Engelska                                   | Linda Dale, Stanley Ferdinandez, Alessandra Mele, Henning Olerud                                                        | [ 39 ] |
| Polen          | TVP                | Blanka                    | Solo                   | Engelska                                   | Maria Broberg, Marcin Górecki, Maciej Puchalski, Bartłomiej Rzeczycki, Blanka Stajkow, Julia Sundberg, Mikołaj Trybulec | [ 40 ] |
| Portugal       | RTP                | Mimicat                   | Ai Coração             | Portugisiska                               | Marisa Mena, Luís Pereira                                                                                               | [ 41 ] |
| Rumänien       | TVR                | Theodor Andrei            | D.G.T. (Off and On)    | Rumänska, engelska                         | Theodor-Octavian Andrei, Luca De Mezzo, Mikail Jahed, Luca Ştefan Udăţeanu                                              | [ 42 ] |
| San Marino     | SMRTV              | Piqued Jacks              | Like An Animal         | Engelska                                   | Francesco Bini, Andrea Lazzeretti, Tommaso Oliveri, Marco Sgaramella                                                    | [ 43 ] |
| Schweiz        | SRG SSR            | Remo Forrer               | Watergun               | Engelska                                   | Ashley Hicklin, Argyle Singh, Mikołaj Trybulec                                                                          | [ 44 ] |
| Serbien        | RTS                | Luke Black                | Samo mi se spava       | Serbiska, engelska                         | Luka Ivanović | [ 45 ] |
| Slovenien      | RTVSLO             | Joker Out                 | Carpe Diem             | Slovenska                                  | Bojan Cvjetićanin, Kris Guštin, Nace Jordan, Jure MačekJan Peteh                                                        | [ 46 ] |
| Spanien        | RTVE               | Blanca Paloma             | Eaea                   | Spanska                                    | Blanca Paloma Ramos Baeza, José Pablo Polo, Álvaro Tato                                                                 | [ 47 ] |
| Storbritannien | BBC                | Mae Muller                | I Wrote a Song         | Engelska                                   | Mae Muller, Karen Poole, Lewis Thompson                                                                                 | [ 48 ] |
| Sverige        | SVT                | Loreen                    | Tattoo                 | Engelska                                   | Peter Boström, Moa Carlebecker, Thomas G:son, Jimmy Jansson, Loreen Talhaoui, Jimmy Thörnfeldt                          | [ 49 ] |
| Tjeckien       | ČT                 | Vesna                     | My Sister's Crown      | Engelska, tjeckiska, ukrainska, bulgariska | Adam Albrecht, Michal Jiráň, Patricie Kaňok, Šimon Martínek, Kateryna Vatchenko, Tanita Yankova                         | [ 50 ] |
| Tyskland       | NDR                | Lord of the Lost          | Blood & Glitter        | Engelska                                   | Anthony J. Brown, Chris Harms, Rupert Keplinger, Pi Stoffers                                                            | [ 51 ] |
| Ukraina        | Suspilne           | TVORCHI                   | Heart of Steel         | Engelska, ukrainska                        | Andrii Hutsuliak, Jimoh Augustus Kehinde                                                                                | [ 52 ] |
| Österrike      | ORF                | Teya & Salena             | Who The Hell Is Edgar? | Engelska                                   | Selina-Maria Edbauer, Ronald Janeček, Pele Loriano, Teodora Špirić                                                      | [ 53 ] |

### Återkommande artister
| Land      | Artist         | Tidigare år | Placering vid tidigare tillfälle | Placering 2023 |
| --------- | -------------- | ----------- | -------------------------------- | -------------- |
| Italien   | Marco Mengoni  | 2013        | 7:e                              | 4:e            |
| Litauen   | Monika Linkytė | 20151       | 18:e                             | 11:e           |
| Moldavien | Pasha Parfeni  | 2012        | 11:e                             | 18:e           |
| Sverige   | Loreen         | 2012        | 1:a                              | 1:a            |

1Tillsammans med Vaidas Baumila

## Större händelser kring Eurovisionen

### Tävlingen hölls inte i Ukraina
Eurovision Song Contest 2022 vanns av Ukraina med låten "Stefania" framförd av Kalush Orchestra, som enligt traditionen gjorde Ukraina till den presumtiva värden för 2023 års tävling. Landet hade varit värd för tävlingen två gånger tidigare, 2005 och 2017, båda gångerna i Kiev. Mellan maj och juni 2022 diskuterade den ukrainska regeringen och landets offentliga TV-bolag, Suspilne med EBU om att vara värd för tävlingen. Ukrainas president Volodymyr Zelenskyj, ordföranden för Suspilne, Mykola Chernotytskyi och andra ukrainska politiker uttryckte sitt intresse att vara värd för tävlingen, och en organisationskommitté bildades för att jobba mot målet.
Trots detta meddelade EBU den 17 juni 2022 att Suspilne inte kunde ge de säkerhets- och driftsgarantier som krävs för att vara värd för tävlingen på grund av den ryska invasionen av Ukraina. Tävlingen kunde alltså inte hållas i Ukraina. EBU inledde sedan diskussioner med BBC för att utreda möjligheten att hålla tävlingen i Storbritannien som hade kommit tvåa i 2022 års tävling. Den 25 juli 2022 meddelade EBU och BBC att 2023 års tävling skulle hållas i Storbritannien å Ukrainas vägnar. Man bekräftade även att Ukraina kommer att ha en direktplats i finalen, även om de inte är värdland. Det var första gången sedan 1980 som tävlingen inte gick i föregående års vinnande land och Storbritannien utökar också sitt rekord för att ha stått värd för tävlingen flest gånger till 9 stycken.
Beslutet att inte låta Ukraina vara värd möttes till en början med besvikelse. Suspilne publicerade ett uttalande där de begärde ytterligare samtal med EBU och Kalush Orchestras frontman Oleh Psiuk publicerade ett öppet brev som kritiserade beslutet, medundertecknat av Ukrainas tidigare Eurovision-vinnare Ruslana och Jamala, samt Ukrainas kulturminister Oleksandr Tkachenko. Denna ståndpunkt stöddes av Boris Johnson, som var den brittiska premiärministern vid den tiden.
Tillkännagivandet den 25 juli att BBC skulle vara värd för tävlingen stöddes av Suspilne.

### Kontrovers kring Polens uttagning
Efter finalen av den polska uttagningen Tu bije serce Europy! Wybieramy hit på Eurowizję! anklagades det polska TV-bolaget TVP och finalens jury för att ha haft påstådda affärer med vinnaren Blanka, som hade blivit kraftigt främjad av sändaren i förväg. Dessutom anklagade tittarna juryn för att avsiktligt sänka poängen för publikens favorit, Jann, till förmån för den slutliga vinnaren, vilket resulterade i krav på att resultaten skulle ogiltigförklaras. Det påstods även att Blanka och Allan Krupa, son till Edyta Górniak (juryns ordförande), kände varandra personligen, vilket Krupa senare förnekade. Jurymedlemmen Agustin Egurrolas röster ifrågasattes också på grund av att Blanka använde dansare från dansgruppen Volt, som ägs av Egurrola, i hennes framträdande, vilket ledde till anklagelser om nepotism. Mängden inverkan juryn hade på resultatet orsakade också upprördhet, eftersom det hade rapporterats av flera sajter att tittarna gav tre gånger så många röster på Jann än tvåan Blanka. På grund av allmänhetens påtryckningar avslöjades teleröstningsrankingen en dag efter finalen.
Efter finalen dök det upp två framställningar där internetanvändare krävde ett byte av representant. De två framställningarna fick över 87 000 röster tillsammans. Fem stora polska fanportaler begärde att TVP skulle offentliggöra antalet avgivna röster för enskilda deltagare, som tillsammans med frågan om anklagelserna om fastställande av resultaten skulle granskas av ett "oberoende externt företag". Media protesterade också mot bristen på transparens i presentationen av resultaten. TVP utfärdade ett uttalande den 9 mars och hävdade att det "följde omröstningsreglerna i enlighet med bestämmelserna" och att omröstningen "övervakades av en notarie som var närvarande under finalen".

### Zelenskyj nekas tala
Inför finalen uttryckte den ukrainske presidenten Volodymyr Zelenskyj ett intresse om att få hålla tal under finalkvällen. EBU nekade däremot presidentens förfrågan med hänvisning till att tävlingen ska hållas opolitisk. "Begäran från herr Zelenskyj att tilltala publiken vid Eurovision Song Contest, även om den gjordes med lovvärda avsikter, kan tyvärr inte beviljas av Europeiska radio- och TV-unionens ledning eftersom det skulle strida mot evenemangets regler." skrev EBU i ett pressmeddelande.
Beslutet att inte låta Zelenskyj hålla tal kritiserades av Storbritanniens premiärminister Rishi Sunak som ansåg att det vore lämpligt att presidenten skulle få tala. "De värderingar och friheter som president Zelenskyj och folket i Ukraina kämpar för är inte politiska, de är grundläggande." sa Sunak via sin talesperson.

### Reaktioner på resultatet
Sveriges totalseger trots Finlands ledning i tv-omröstningen väckte reaktioner bland en del tittare. Under juryns omröstningssekvens stördes flera tillfällen när Sverige fick 12 poäng av skanderingar från Finlands supportrar, även om den svenska deltagaren Loreen, efter sin vinst, uppgav att hon inte hade något emot det och uppskattade deras entusiasm. Även om telefonrösternas vinnare misslyckats med att vinna totalt vid tre tidigare tillfällen, 2015, 2016 och 2019, ansågs 2023 vara annorlunda genom att Finland ledde med 133 poäng i telefonomröstningen vilket är den största hittills för ett bidrag som inte vann, och det fick också 12 poäng från 18 olika länder i telefonomröstningen, medan Sverige inte fick 12 poäng från något land.

### Länder som tvekade men som ställde upp
- Rumänien – I samband med att landets juryröster diskvalificerades i Eurovision 2022 meddelade det rumänska sändningsföretaget TVR att man övervägde att dra sig ur tävlingen.[71] TVR var kritiska mot att EBU diskvalificerat deras jurypoäng utan dess vetskap och även att Rumänien därav inte gav tolv poäng till Moldavien utan till Ukraina.[72] Den 26 augusti 2022 bekräftade TVR sitt deltagande i tävlingen efter att ha släppt alla invändningar mot EBU.[73]

- Slovenien – Den 15 september 2022 bekräftade det slovenska sändningsföretaget RTVSLO sitt deltagande i Eurovision 2023. Alenka Gotar som representerade Slovenien i Eurovision Song Contest 2007 och som nu är medlem i RTVSLO:s programråd berättade kort därefter att sändningsföretaget hade övervägt att dra sig ur tävlingen efter att landet slutat på sista plats i sin semifinal i Eurovision 2022.[74] Men efter diskussioner med musikkommissionen valde RTVSLO att inte dra sig ur.[75]

### Aktiva EBU-medlemmar som inte deltog
- Andorra – 26 maj 2022 bekräftade Dani Ortolà, innehållsansvarig för Andorras sändningsföretag RTVA, att det för närvarande är osannolikt att landet kommer återvända till tävlingen på kort eller medellång sikt.[76] Andorra deltog senast 2009.
- Bosnien och Hercegovina – 14 oktober 2022 bekräftade det bosniska sändningsföretaget BHRT att landet inte skulle återvända till tävlingen 2023, med hänvisning till pågående ekonomiska frågor.[77] Bosnien och Hercegovina deltog senast 2016.
- Bulgarien – 19 oktober 2022 bekräftade bulgariska sändningsföretaget BNT till flera bulgariska nyhetskanaler att de inte kommer delta 2023, med hänvisning till ekonomiska begränsningar.[78][79]
- Luxemburg – 2 augusti 2022 bekräftade det luxemburgska sändningsföretaget RTL att landet inte kommer återvända till tävlingen 2023, och uppgav att sändningsföretaget "för närvarande koncentrerar sig på nyheter och aktuella frågor, snarare än musik- och underhållningsprogram" och att ett deltagande i Eurovision "skulle innebära en ekonomisk påfrestning på sändningsföretaget".[80] Luxemburg deltog senast 1993.
- Monaco – 22 november 2021 rapporterades det att en del av den monegaskiska statsbudgeten hade reserverats för deltagande i tävlingen 2023.[81] Planerna blev dock försenade på grund av att lanseringen av Monacos nya offentliga TV-kanal, Monte-Carlo Riviera TV, trycktes tillbaka till mellan juni-september 2023 istället för den planerade perioden vid sent 2022, vilket gör att tidigaste möjliga återvändningen blir 2024.[82] 5 september 2022 bekräftade Monaco Media Diffusion att landet inte kommer återvända 2023.[83] Monaco deltog senast 2006.
- Montenegro – 13 oktober 2022 bekräftade det montenegrinska sändningsföretaget RTCG att landet inte kommer delta 2023, med hänvisning till ekonomiska begränsningar och brist på intresse från sponsorer.[84]
- Nordmakedonien – 14 oktober 2022 bekräftade det makedonska sändningsföretaget MRT att landet inte kommer delta 2023, med hänvisning till ekonomiska begränsningar.[85]
- Slovakien – 10 juni 2022 bekräftade det slovakiska sändningsföretaget RTVS att landet inte kommer återvända 2023, med hänvisning till ekonomiska begränsningar och låga tittarsiffror under deras tid i tävlingen.[86] Slovakien deltog senast 2012.

### Associerade EBU-medlemmar
- Kazakstan – I oktober 2022 uppgav TV-producenten Zhan Mukanov att det kazakiska sändningsföretaget Khabar Agency var i diskussioner med EBU om att potentiellt bli inbjudna att debutera 2023, och uppger att "det finns möjligheter [för Kazakstan] att gå med i den vuxna Eurovision  nästa år" och att landets deltagande i Junior Eurovision Song Contest 2022 skulle ha en betydande inverkan på deras chanser av debutering. Landet dök dock inte upp på den slutliga listan av deltagare.[87]

### Icke EBU-medlemmar
- Belarus – EBU:s styrelse har stängt av Belarus från att delta i Eurovision Song Contest, då landet inte upprätthåller EBU:s värderingar om yttrandefrihet och tryckfrihet i samband med censureringen av journalistik i landet.[88][89]
- Kosovo – 16 maj 2022 uppgav generaldirektören för det kosovanska sändningsföretaget RTK Shkumbin Ahmetxhekaj att sändningsföretaget siktar på att ansöka för EBU-medlemskap vid slutet av året och bekräftade att om RTK skulle få EBU-medlemskap skulle Kosovo kunna delta i tävlingen. Deadline för sändningsföretag att ansöka för deltagande 2023 var dock 15 september 2022, och  landet dök inte upp i den slutliga listan av deltagare.[90]
- Liechtenstein – Liechtenstein är ej medlem av EBU och kan därmed inte delta, vilket deras nationella TV-bolag även bekräftat.[91]
- Ryssland – I samband med den ryska invasionen av Ukraina året innan (2022) mottogs protester mot deras deltagande i Eurovision Song Contest från andra deltagande länder. Den 25 februari 2022 meddelade EBU att Ryssland skulle uteslutas från tävlingen 2022.[92] Den 1 mars 2022 uppgav EBU att man hade stängt av Ryssland från unionen, vilket medför att Ryssland inte kommer kunna delta i tävlingen tills medlemskapet kan återupptas.[93]

### Sändning
Följande länder som inte tävlade direktsände ESC 2023:
- Montenegro - RTCG
- Nordmakedonien - MRT
- Slovakien - RTVS

Följande länder som inte tävlade och inte är EBU-medlemmar direktsände ESC 2023:
- Chile - Canal 13
- Färöarna - KVF
- Kosovo - RTK
- USA - NBC, WJFD-FM

## Semifinalerna

### Semifinallottningen

Länder som tävlar i Semifinal 1
Länder som tävlar i Semifinal 2
Länder som tävlar i finalen och även får rösta i Semifinal 1
Länder som tävlar i finalen och även får rösta i Semifinal 2

Vilka länder som ska tävla i vilken semifinal avgjordes i semifinallottningen som hölls den 31 januari 2023 i St George's Hall i värdstaden Liverpool.
Semifinallottningen gick till på följande vis: 31 länder skulle kvala via det två semifinalerna. Dessa delades in i fem olika grupper med sex länder i varje grupp (förutom grupp 2 som innehöll sju länder). Grupperna splittrades sedan under lottningen upp i två delar. En för varje semifinal. Anledningen till att man utförde denna uppdelning var för att minska möjligheten till så kallad grannlands- och diasporaröstning. Varje land fick även veta om det skulle tävla i första halvan av startfältet eller andra halvan och detta avgjordes också genom lottning på samma sätt. Först efter att alla länder har valt ut artist och bidrag sattes startordningen av tävlingsproducenterna. Lottningen avgjorde även vilken semifinal som det 6 direktkvalificerade länderna var tvungna att sända och rösta i.
Nedan presenteras länderna i respektive grupp:
| Grupp 1                                                           | Grupp 2                                                               | Grupp 3                                                            | Grupp 4                                                      | Grupp 5                                                             |
| ----------------------------------------------------------------- | --------------------------------------------------------------------- | ------------------------------------------------------------------ | ------------------------------------------------------------ | ------------------------------------------------------------------- |
| - Albanien - Kroatien - Schweiz - Serbien - Slovenien - Österrike | - Australien - Danmark - Estland - Finland - Island - Norge - Sverige | - Armenien - Azerbajdzjan - Georgien - Israel - Lettland - Litauen | - Cypern - Grekland - Irland - Malta - Portugal - San Marino | - Belgien - Moldavien - Nederländerna - Polen - Rumänien - Tjeckien |

### Semifinal 1
- Den första semifinalen sändes den 9 maj 2023. Förutom de tävlande länderna röstade Frankrike, Italien och Tyskland i denna semifinal. Dessutom delades även en uppsättning poäng ut från en "Rest of the World"-grupp, som består av röster från tittare i icke-deltagande länder.
- Av femton tävlande länder gick tio vidare till finalen, dessa är markerade i beige färg. Resultatet avgjordes till 100 % av tittarröster.

| Nr | Land          | Artist                    | Bidrag                | Språk                                      | Plats | Poäng |
| -- | ------------- | ------------------------- | --------------------- | ------------------------------------------ | ----- | ----- |
| 1  | Norge         | Alessandra                | Queen of Kings        | Engelska                                   | 6     | 102   |
| 2  | Malta         | The Busker                | Dance (Our Own Party) | Engelska                                   | 15    | 3     |
| 3  | Serbien       | Luke Black                | Samo mi se spava      | Serbiska, engelska                         | 10    | 37    |
| 4  | Lettland      | Sudden Lights             | Aijā                  | Engelska, lettiska                         | 11    | 34    |
| 5  | Portugal      | Mimicat                   | Ai Coração            | Portugisiska                               | 9     | 74    |
| 6  | Irland        | Wild Youth                | We Are One            | Engelska                                   | 12    | 10    |
| 7  | Kroatien      | Let 3                     | Mama ŠČ!              | Kroatiska                                  | 8     | 76    |
| 8  | Schweiz       | Remo Forrer               | Watergun              | Engelska                                   | 7     | 97    |
| 9  | Israel        | Noa Kirel                 | Unicorn               | Engelska, hebreiska                        | 3     | 127   |
| 10 | Moldavien     | Pasha Parfeni             | Soarele şi luna       | Rumänska                                   | 5     | 109   |
| 11 | Sverige       | Loreen                    | Tattoo                | Engelska                                   | 2     | 135   |
| 12 | Azerbajdzjan  | TuralTuranX               | Tell Me More          | Engelska                                   | 14    | 4     |
| 13 | Tjeckien      | Vesna                     | My Sister's Crown     | Engelska, tjeckiska, ukrainska, bulgariska | 4     | 110   |
| 14 | Nederländerna | Mia Nicolai & Dion Cooper | Burning Daylight      | Engelska                                   | 13    | 7     |
| 15 | Finland       | Käärijä                   | Cha Cha Cha           | Finska                                     | 1     | 177   |

Det tio länder som kvalificerade sig till finalen avslöjades i följande ordning:
- Kroatien
- Moldavien
- Schweiz
- Finland
- Tjeckien
- Israel
- Portugal
- Sverige
- Serbien
- Norge

### Semifinal 2
- Den andra semifinalen sändes den 11 maj 2023. Förutom de tävlande länderna röstade Spanien, Storbritannien och Ukraina i denna semifinal. Dessutom delades även en uppsättning poäng ut från en "Rest of the World"-grupp, som bestod av röster från tittare i icke-deltagande länder.
- Av sexton tävlande länder gick tio vidare till finalen, dessa är markerade i beige färg. Resultatet avgjordes till 100 % av tittarröster.

| Nr | Land       | Artist                    | Bidrag                 | Språk               | Placering | Poäng |
| -- | ---------- | ------------------------- | ---------------------- | ------------------- | --------- | ----- |
| 1  | Danmark    | Reiley                    | Breaking My Heart      | Engelska            | 14        | 6     |
| 2  | Armenien   | Brunette                  | Future Lover           | Armeniska, engelska | 6         | 99    |
| 3  | Rumänien   | Theodor Andrei            | D.G.T. (Off and On)    | Rumänska, engelska  | 15        | 0     |
| 4  | Estland    | Alika                     | Bridges                | Engelska            | 10        | 74    |
| 5  | Belgien    | Gustaph                   | Because of You         | Engelska            | 8         | 90    |
| 6  | Cypern     | Andrew Lambrou            | Break a Broken Heart   | Engelska            | 7         | 94    |
| 7  | Island     | Diljá                     | Power                  | Engelska            | 11        | 44    |
| 8  | Grekland   | Victor Vernicos           | What They Say          | Engelska            | 13        | 14    |
| 9  | Polen      | Blanka                    | Solo                   | Engelska            | 3         | 124   |
| 10 | Slovenien  | Joker Out                 | Carpe Diem             | Slovenska           | 5         | 103   |
| 11 | Georgien   | Iru                       | Echo                   | Engelska            | 12        | 33    |
| 12 | San Marino | Piqued Jacks              | Like An Animal         | Engelska            | 16        | 0     |
| 13 | Österrike  | Teya & Salena             | Who The Hell Is Edgar? | Engelska            | 2         | 137   |
| 14 | Albanien   | Albina & Familja Kelmendi | Duje                   | Albanska            | 9         | 83    |
| 15 | Litauen    | Monika Linkytė            | Stay                   | Engelska, litauiska | 4         | 110   |
| 16 | Australien | Voyager                   | Promise                | Engelska            | 1         | 149   |

Det tio länder som kvalificerade sig till finalen avslöjades i följande ordning:
- Albanien
- Cypern
- Estland
- Belgien
- Österrike
- Litauen
- Polen
- Australien
- Armenien
- Slovenien

## Finalen
| Fördelning mellan jury- och teleröstningsresultat Finalen | Fördelning mellan jury- och teleröstningsresultat Finalen | Fördelning mellan jury- och teleröstningsresultat Finalen | Fördelning mellan jury- och teleröstningsresultat Finalen | Fördelning mellan jury- och teleröstningsresultat Finalen |
| Plac.                                                     | Teleröstning                                              | Poäng                                                     | Jury                                                      | Poäng                                                     |
| --------------------------------------------------------- | --------------------------------------------------------- | --------------------------------------------------------- | --------------------------------------------------------- | --------------------------------------------------------- |
| 1                                                         | Finland                                                   | 376                                                       | Sverige                                                   | 340                                                       |
| 2                                                         | Sverige                                                   | 243                                                       | Israel                                                    | 177                                                       |
| 3                                                         | Norge                                                     | 216                                                       | Italien                                                   | 176                                                       |
| 4                                                         | Ukraina                                                   | 189                                                       | Finland                                                   | 150                                                       |
| 5                                                         | Israel                                                    | 185                                                       | Estland                                                   | 146                                                       |
| 6                                                         | Italien                                                   | 174                                                       | Australien                                                | 130                                                       |
| 7                                                         | Kroatien                                                  | 112                                                       | Belgien                                                   | 127                                                       |
| 8                                                         | Polen                                                     | 81                                                        | Österrike                                                 | 104                                                       |
| 9                                                         | Moldavien                                                 | 76                                                        | Spanien                                                   | 95                                                        |
| 10                                                        | Albanien                                                  | 59                                                        | Tjeckien                                                  | 94                                                        |
| 11                                                        | Cypern                                                    | 58                                                        | Litauen                                                   | 81                                                        |
| 12                                                        | Belgien                                                   | 55                                                        | Armenien                                                  | 69                                                        |
| 13                                                        | Armenien                                                  | 53                                                        | Cypern                                                    | 68                                                        |
| 14                                                        | Frankrike                                                 | 50                                                        | Schweiz                                                   | 61                                                        |
| 15                                                        | Litauen                                                   | 46                                                        | Ukraina                                                   | 54                                                        |
| 16                                                        | Slovenien                                                 | 45                                                        | Frankrike                                                 | 54                                                        |
| 17                                                        | Tjeckien                                                  | 35                                                        | Norge                                                     | 52                                                        |
| 18                                                        | Schweiz                                                   | 31                                                        | Portugal                                                  | 43                                                        |
| 19                                                        | Estland                                                   | 22                                                        | Slovenien                                                 | 33                                                        |
| 20                                                        | Australien                                                | 21                                                        | Moldavien                                                 | 20                                                        |
| 21                                                        | Österrike                                                 | 16                                                        | Albanien                                                  | 17                                                        |
| 22                                                        | Portugal                                                  | 16                                                        | Storbritannien                                            | 15                                                        |
| 23                                                        | Serbien                                                   | 16                                                        | Serbien                                                   | 14                                                        |
| 24                                                        | Tyskland                                                  | 15                                                        | Polen                                                     | 12                                                        |
| 25                                                        | Storbritannien                                            | 9                                                         | Kroatien                                                  | 11                                                        |
| 26                                                        | Spanien                                                   | 5                                                         | Tyskland                                                  | 3                                                         |

Finalen sändes den 13 maj 2023. De 26 finalisterna var:
- The Big Five, vilka är Frankrike, Italien, Spanien, Storbritannien (också värdland) och Tyskland.
- Föregående års vinnare Ukraina.
- De tio länder som i den första semifinalen fick högst poäng (endast tittarpoäng).
- De tio länder som i den andra semifinalen fick högst poäng (endast tittarpoäng).

Alla deltagande länder röstade i finalen. I finalen delade varje land ut en uppsättning poäng från sin nationella jury och en uppsättning poäng från den nationella tittarröstningen. Dessutom delades även en uppsättning poäng ut från en "Rest of the World"-grupp, som består av röster från tittare i icke-deltagande länder.
| Nr | Land           | Artist                    | Bidrag                 | Språk                                      | Placering | Poäng |
| -- | -------------- | ------------------------- | ---------------------- | ------------------------------------------ | --------- | ----- |
| 1  | Österrike      | Teya & Salena             | Who The Hell Is Edgar? | Engelska                                   | 15        | 120   |
| 2  | Portugal       | Mimicat                   | Ai Coração             | Portugisiska                               | 23        | 59    |
| 3  | Schweiz        | Remo Forrer               | Watergun               | Engelska                                   | 20        | 92    |
| 4  | Polen          | Blanka                    | Solo                   | Engelska                                   | 19        | 93    |
| 5  | Serbien        | Luke Black                | Samo mi se spava       | Serbiska, engelska                         | 24        | 30    |
| 6  | Frankrike      | La Zarra                  | Évidemment             | Franska                                    | 16        | 104   |
| 7  | Cypern         | Andrew Lambrou            | Break a Broken Heart   | Engelska                                   | 12        | 126   |
| 8  | Spanien        | Blanca Paloma             | Eaea                   | Spanska                                    | 17        | 100   |
| 9  | Sverige        | Loreen                    | Tattoo                 | Engelska                                   | 1         | 583   |
| 10 | Albanien       | Albina & Familja Kelmendi | Duje                   | Albanska                                   | 22        | 76    |
| 11 | Italien        | Marco Mengoni             | Due vite               | Italienska                                 | 4         | 350   |
| 12 | Estland        | Alika                     | Bridges                | Engelska                                   | 8         | 168   |
| 13 | Finland        | Käärijä                   | Cha Cha Cha            | Finska                                     | 2         | 526   |
| 14 | Tjeckien       | Vesna                     | My Sister's Crown      | Engelska, tjeckiska, ukrainska, bulgariska | 10        | 129   |
| 15 | Australien     | Voyager                   | Promise                | Engelska                                   | 9         | 151   |
| 16 | Belgien        | Gustaph                   | Because of You         | Engelska                                   | 7         | 182   |
| 17 | Armenien       | Brunette                  | Future Lover           | Armeniska, engelska                        | 14        | 122   |
| 18 | Moldavien      | Pasha Parfeni             | Soarele şi luna        | Rumänska                                   | 18        | 96    |
| 19 | Ukraina        | TVORCHI                   | Heart of Steel         | Engelska, ukrainska                        | 6         | 243   |
| 20 | Norge          | Alessandra                | Queen of Kings         | Engelska                                   | 5         | 268   |
| 21 | Tyskland       | Lord of the Lost          | Blood & Glitter        | Engelska                                   | 26        | 18    |
| 22 | Litauen        | Monika Linkytė            | Stay                   | Engelska, litauiska                        | 11        | 127   |
| 23 | Israel         | Noa Kirel                 | Unicorn                | Engelska, hebreiska                        | 3         | 362   |
| 24 | Slovenien      | Joker Out                 | Carpe Diem             | Slovenska                                  | 21        | 78    |
| 25 | Kroatien       | Let 3                     | Mama ŠČ!               | Kroatiska                                  | 13        | 123   |
| 26 | Storbritannien | Mae Muller                | I Wrote a Song         | Engelska                                   | 25        | 24    |

### Röstningsordning
| Nr | Land          | Poängutdelare         |
| -- | ------------- | --------------------- |
| 1  | Ukraina       | Zlata Ohnevytj        |
| 2  | Italien       | Kaze                  |
| 3  | Lettland      | Jānis Pētersons       |
| 4  | Nederländerna | S10                   |
| 5  | Malta         | Ryan Hilli            |
| 6  | Moldavien     | Doina Stimpovschi     |
| 7  | Irland        | Niamh Kavanagh        |
| 8  | San Marino    | John Kennedy O'Connor |
| 9  | Azerbajdzjan  | Narmin Salmanova      |
| 10 | Österrike     | Philipp Hansa         |
| 11 | Frankrike     | Anggun                |
| 12 | Finland       | Bess                  |
| 13 | Belgien       | Bart Cannaerts        |
| 14 | Tyskland      | Elton                 |
| 15 | Portugal      | Maro                  |
| 16 | Kroatien      | Maja Ciglenečki       |
| 17 | Estland       | Ragnar Klavan         |
| 18 | Armenien      | Malena                |
| 19 | Polen         | Ida Nowakowska        |

| Nr | Land           | Poängutdelare        |
| -- | -------------- | -------------------- |
| 20 | Rumänien       | Eda Marcus           |
| 21 | Island         | Einar Stefánsson     |
| 22 | Serbien        | Dragana Kosjerina    |
| 23 | Cypern         | Loukas Hamatsos      |
| 24 | Norge          | Ben Adams            |
| 25 | Schweiz        | Chiara Dubey         |
| 26 | Australien     | Catherine Martin     |
| 27 | Danmark        | Tina Müller          |
| 28 | Spanien        | Ruth Lorenzo         |
| 29 | Israel         | Ilanit               |
| 30 | Sverige        | Farah Abadi          |
| 31 | Georgien       | Archil Sulakvelidze  |
| 32 | Tjeckien       | Radka Rosická        |
| 33 | Slovenien      | Melani Mekicar       |
| 34 | Grekland       | Fotis Sergoulopoulos |
| 35 | Albanien       | Andri Xhahu          |
| 36 | Litauen        | Monika Liu           |
| 37 | Storbritannien | Catherine Tate       |

## Poängtabeller

### Semifinal 1
|               |     | Totalpoäng | Norge | Malta | Serbien | Lettland | Portugal | Irland | Kroatien | Schweiz | Israel | Moldavien | Sverige | Azerbajdzjan | Tjeckien | Nederländerna | Finland | Frankrike | Italien | Tyskland | Rest of the World |
|               |     |            |       |       |         |          |          |        |          |         |        |           |         |              |          |               |         |           |         |          |                   |
| Tävlande      |     |            |       |       |         |          |          |        |          |         |        |           |         |              |          |               |         |           |         |          |                   |
| Norge         | 102 |            | 10    | 5     | 4       | 3        | 2        | 6      | 3        | 10      | 8      | 10        | 2       | 10           | 5        | 10            | 1       | 10        | 3       |          |                   |
| Malta         | 3   |            |       |       |         |          |          |        |          | 2       |        |           |         |              |          |               |         |           |         | 1        |                   |
| Serbien       | 37  |            | 5     |       |         |          |          | 10     | 6        |         |        | 1         | 3       | 3            |          | 4             | 2       | 1         |         | 2        |                   |
| Lettland      | 34  |            |       | 2     |         | 4        | 4        |        |          |         | 1      |           | 6       | 1            | 1        | 3             | 3       |           | 1       | 8        |                   |
| Portugal      | 74  | 2          | 4     | 3     |         |          | 1        | 5      | 12       | 3       | 4      | 4         |         | 2            | 7        | 2             | 12      | 2         | 5       | 6        |                   |
| Irland        | 10  | 3          | 3     |       | 1       | 2        |          |        | 1        |         |        |           |         |              |          |               |         |           |         |          |                   |
| Kroatien      | 76  | 4          |       | 12    | 7       |          | 5        |        | 5        | 5       | 3      | 5         |         | 4            | 2        | 6             |         | 5         | 10      | 3        |                   |
| Schweiz       | 97  | 8          | 6     | 1     | 3       | 5        | 7        | 2      |          | 4       | 7      | 8         | 7       | 5            | 8        | 8             | 6       | 4         | 8       |          |                   |
| Israel        | 127 | 5          | 8     | 7     | 8       | 7        | 6        | 7      | 7        |         | 12     | 3         | 12      | 12           | 4        | 1             | 8       | 6         | 2       | 12       |                   |
| Moldavien     | 109 | 6          | 1     | 4     | 6       | 12       | 10       | 3      | 2        | 6       |        | 6         | 4       | 7            | 3        | 7             | 10      | 12        | 6       | 4        |                   |
| Sverige       | 135 | 10         | 12    | 6     | 10      | 8        | 8        | 4      | 8        | 7       | 10     |           | 10      | 6            | 12       | 5             | 5       | 3         | 4       | 7        |                   |
| Azerbajdzjan  | 4   |            |       |       | 2       |          |          | 1      |          | 1       |        |           |         |              |          |               |         |           |         |          |                   |
| Tjeckien      | 110 | 7          | 2     | 8     | 5       | 6        | 3        | 8      | 4        | 8       | 5      | 7         | 5       |              | 6        | 12            | 4       | 8         | 7       | 5        |                   |
| Nederländerna | 7   | 1          |       |       |         | 1        |          |        |          |         | 2      | 2         | 1       |              |          |               |         |           |         |          |                   |
| Finland       | 177 | 12         | 7     | 10    | 12      | 10       | 12       | 12     | 10       | 12      | 6      | 12        | 8       | 8            | 10       |               | 7       | 7         | 12      | 10       |                   |

### Semifinal 2
|            |     | Totalpoäng | Danmark | Armenien | Rumänien | Estland | Belgien | Cypern | Island | Grekland | Polen | Slovenien | Georgien | San Marino | Österrike | Albanien | Litauen | Australien | Spanien | Storbritannien | Ukraina | Rest of the World |
|            |     |            |         |          |          |         |         |        |        |          |       |           |          |            |           |          |         |            |         |                |         |                   |
| Tävlande   |     |            |         |          |          |         |         |        |        |          |       |           |          |            |           |          |         |            |         |                |         |                   |
| Danmark    | 6   |            |         |          |          |         |         | 6      |        |          |       |           |          |            |           |          |         |            |         |                |         |                   |
| Armenien   | 99  |            |         | 6        | 3        | 12      | 10      |        | 8      | 5        | 1     | 12        | 4        | 4          | 8         | 1        | 2       | 10         |         | 3              | 10      |                   |
| Rumänien   | 0   |            |         |          |          |         |         |        |        |          |       |           |          |            |           |          |         |            |         |                |         |                   |
| Estland    | 74  | 1          | 6       | 5        |          | 2       | 3       | 3      | 3      | 2        | 5     | 2         | 10       | 3          | 2         | 10       | 4       | 1          | 2       | 8              | 2       |                   |
| Belgien    | 90  | 8          | 1       |          | 4        |         | 4       | 7      | 1      | 3        | 7     | 3         | 5        | 12         | 3         | 5        | 7       | 8          | 6       | 1              | 5       |                   |
| Cypern     | 94  | 4          | 10      | 4        | 5        | 4       |         | 5      | 12     | 7        | 4     | 5         | 1        | 2          | 6         | 4        | 10      | 3          | 4       | 4              |         |                   |
| Island     | 44  | 12         |         |          | 2        | 1       |         |        |        |          | 3     | 6         | 7        | 1          | 1         | 2        | 5       |            | 1       |                | 3       |                   |
| Grekland   | 14  |            | 2       |          |          |         | 12      |        |        |          |       |           |          |            |           |          |         |            |         |                |         |                   |
| Polen      | 124 | 7          | 8       | 3        | 8        | 7       | 6       | 10     | 5      |          | 8     | 8         | 2        | 7          | 7         | 12       |         | 4          | 10      | 12             |         |                   |
| Slovenien  | 103 | 2          | 5       | 12       | 7        | 3       | 2       | 1      | 2      | 12       |       | 1         |          | 10         | 4         | 7        | 8       | 12         | 3       | 6              | 6       |                   |
| Georgien   | 33  |            | 12      | 2        | 1        |         |         |        | 7      | 1        |       |           | 3        |            |           | 3        | 1       |            |         | 2              | 1       |                   |
| San Marino | 0   |            |         |          |          |         |         |        |        |          |       |           |          |            |           |          |         |            |         |                |         |                   |
| Österrike  | 137 | 6          | 3       | 7        | 6        | 10      | 5       | 8      | 6      | 10       | 10    | 4         | 8        |            | 10        | 6        | 12      | 6          | 7       | 5              | 8       |                   |
| Albanien   | 83  | 3          | 7       | 8        |          | 8       | 1       | 2      | 10     | 4        | 12    |           |          | 6          |           |          | 3       | 2          | 5       |                | 12      |                   |
| Litauen    | 110 | 5          |         | 1        | 10       | 5       | 8       | 4      |        | 6        | 2     | 10        | 12       | 5          | 5         |          | 6       | 5          | 12      | 10             | 4       |                   |
| Australien | 149 | 10         | 4       | 10       | 12       | 6       | 7       | 12     | 4      | 8        | 6     | 7         | 6        | 8          | 12        | 8        |         | 7          | 8       | 7              | 7       |                   |

### Finalen
|          |                | Totalpoäng | Telepoäng | Ukraina | Italien | Lettland | Nederländerna | Malta | Moldavien | Irland | San Marino | Azerbajdzjan | Österrike | Frankrike | Finland | Belgien | Tyskland | Portugal | Kroatien | Estland | Armenien | Polen | Rumänien | Island | Serbien | Cypern | Norge | Schweiz | Australien | Danmark | Spanien | Israel | Sverige | Georgien | Tjeckien | Slovenien | Grekland | Albanien | Litauen | Storbritannien |
|          |                |            |           |         |         |          |               |       |           |        |            |              |           |           |         |         |          |          |          |         |          |       |          |        |         |        |       |         |            |         |         |        |         |          |          |           |          |          |         |                |
| Tävlande | Österrike      | 120        | 16        |         |         |          | 1             | 1     |           |        | 6          |              |           | 10        | 2       | 12      | 2        |          |          |         | 2        |       |          | 8      | 6       | 10     |       | 7       | 6          | 7       |         | 6      |         |          |          | 3         | 7        |          | 8       |                |
| Tävlande | Portugal       | 59         | 16        |         |         |          | 5             | 3     | 8         |        |            |              |           | 5         | 3       |         |          |          | 1        |         |          |       |          |        |         |        |       |         | 2          |         | 6       |        |         |          |          |           | 10       |          |         |                |
| Tävlande | Schweiz        | 92         | 31        |         | 4       |          | 6             | 6     |           |        |            | 4            | 4         | 3         | 10      |         |          | 2        |          |         |          | 2     |          |        |         | 2      | 2     |         |            |         |         |        | 6       |          |          | 1         | 2        | 7        |         |                |
| Tävlande | Polen          | 93         | 81        | 6       |         |          |               |       |           |        |            |              |           |           |         | 2       |          |          |          |         | 1        |       | 1        |        |         |        |       |         |            |         |         | 2      |         |          |          |           |          |          |         |                |
| Tävlande | Serbien        | 30         | 16        |         | 1       |          |               |       |           |        |            |              |           |           |         |         | 3        | 4        | 4        |         |          |       |          | 1      |         |        |       |         |            |         |         |        |         |          |          |           | 1        |          |         |                |
| Tävlande | Frankrike      | 104        | 50        |         |         |          | 3             |       |           | 5      |            |              |           |           | 7       | 1       |          |          |          |         | 7        |       |          |        | 4       |        |       |         |            | 6       | 5       |        | 10      |          |          |           |          |          | 6       |                |
| Tävlande | Cypern         | 126        | 58        |         |         | 6        |               | 5     | 4         |        |            |              | 2         |           | 1       |         |          |          |          |         | 5        | 10    | 6        |        |         |        | 7     |         | 3          | 5       |         | 1      | 1       | 3        |          |           | 4        | 4        | 1       |                |
| Tävlande | Spanien        | 100        | 5         |         |         | 8        | 7             |       | 3         |        | 2          | 7            |           |           | 6       | 7       | 10       | 6        | 2        | 6       |          |       |          | 3      | 3       | 6      | 1     | 3       | 4          |         |         |        |         |          | 3        | 2         |          | 1        |         | 5              |
| Tävlande | Sverige        | 583        | 243       | 12      | 8       | 10       | 12            | 12    | 12        | 12     | 4          | 10           | 10        | 6         | 12      | 8       | 12       | 5        | 10       | 12      | 10       | 7     | 10       | 7      | 5       | 12     | 10    | 6       | 7          | 12      | 12      | 12     |         | 4        | 10       | 7         | 6        | 12       | 12      | 12             |
| Tävlande | Albanien       | 76         | 59        |         |         |          |               |       | 1         |        |            |              | 8         |           |         |         |          |          |          |         |          |       | 5        |        |         |        |       |         |            |         |         |        |         |          |          |           | 3        |          |         |                |
| Tävlande | Italien        | 350        | 174       | 2       |         | 3        |               | 10    | 10        |        | 12         | 6            | 12        | 2         | 6       | 7       | 4        |          | 12       | 5       |          | 6     | 12       |        | 2       | 5      | 6     | 8       | 1          |         | 10      |        | 7       | 8        | 4        | 12        |          | 2        |         | 2              |
| Tävlande | Estland        | 168        | 22        | 5       | 6       | 12       |               |       | 7         |        | 10         | 1            |           |           |         |         | 10       | 8        | 3        |         |          | 8     | 8        |        |         |        |       | 10      | 8          |         | 7       | 5      | 2       | 5        | 2        | 10        |          | 8        | 5       | 6              |
| Tävlande | Finland        | 526        | 376       |         |         |          | 10            | 8     |           | 8      |            | 3            | 8         | 8         |         | 5       |          |          | 7        | 10      | 8        |       |          | 10     | 7       | 3      | 12    |         | 5          | 8       | 1       | 8      | 12      | 1        | 5        |           |          |          | 3       |                |
| Tävlande | Tjeckien       | 129        | 35        | 7       | 7       |          | 8             |       |           | 3      |            |              | 5         | 4         | 8       | 3       | 5        | 7        |          |         |          |       |          | 6      | 1       | 1      | 4     | 12      |            |         |         | 4      | 3       |          |          | 6         |          |          |         |                |
| Tävlande | Australien     | 151        | 21        | 8       |         |          |               |       | 5         | 4      | 5          | 5            |           |           |         | 4       | 8        | 12       |          | 8       |          | 4     | 3        | 12     |         | 8      | 5     | 2       |            | 2       |         |        |         | 2        | 7        | 4         | 5        | 3        | 4       | 10             |
| Tävlande | Belgien        | 182        | 55        |         | 2       | 2        | 4             |       |           | 10     | 7          |              | 3         |           | 5       |         |          | 6        |          | 6       |          | 5     | 2        | 5      |         |        |       |         | 12         | 3       | 4       | 3      |         | 12       |          | 5         | 12       | 5        | 7       | 7              |
| Tävlande | Armenien       | 122        | 53        |         | 5       | 1        |               |       | 2         | 6      |            |              | 1         | 7         |         |         |          |          |          | 3       |          | 1     |          |        |         | 4      |       | 5       |            |         | 3       |        |         | 10       | 8        |           |          | 10       |         | 3              |
| Tävlande | Moldavien      | 96         | 76        |         |         |          |               |       |           |        | 3          |              |           |           |         |         |          |          | 2        |         |          |       | 7        |        |         |        | 8     |         |            |         |         |        |         |          |          |           |          |          |         |                |
| Tävlande | Ukraina        | 243        | 189       |         | 10      | 4        |               |       | 6         |        |            | 2            |           | 1         |         |         |          |          |          | 7       | 3        |       |          |        |         |        |       |         |            |         |         | 7      |         |          | 12       |           |          |          | 2       |                |
| Tävlande | Norge          | 268        | 216       |         |         |          |               | 2     |           |        | 1          |              |           |           |         |         | 6        | 1        |          |         | 4        |       |          | 4      |         |        |       | 4       |            | 10      | 2       | 10     | 8       |          |          |           |          |          |         |                |
| Tävlande | Tyskland       | 18         | 15        |         |         |          |               |       |           |        |            |              |           |           |         |         |          |          |          |         |          |       |          | 2      |         |        |       |         |            |         |         |        |         |          | 1        |           |          |          |         |                |
| Tävlande | Litauen        | 127        | 46        | 10      | 3       | 7        |               | 4     |           | 1      | 8          |              | 7         |           |         |         | 1        |          |          | 1       |          | 3     |          |        |         |        |       |         | 10         | 4       |         |        |         | 6        |          | 8         |          |          |         | 8              |
| Tävlande | Israel         | 362        | 185       | 1       | 12      | 5        | 2             | 7     |           | 7      |            | 12           |           | 12        |         | 10      |          |          | 8        | 4       | 12       | 12    | 4        |        | 10      | 7      | 3     | 1       |            |         | 8       |        | 5       | 7        |          |           | 8        | 6        | 10      | 4              |
| Tävlande | Slovenien      | 78         | 45        | 3       |         |          |               |       |           |        |            |              | 6         |           |         |         |          |          | 5        |         |          |       |          |        | 12      |        |       |         |            |         |         |        |         |          | 6        |           |          |          |         | 1              |
| Tävlande | Kroatien       | 123        | 112       |         |         |          |               |       |           |        |            |              |           |           |         |         |          | 3        |          |         |          |       |          |        | 8       |        |       |         |            |         |         |        |         |          |          |           |          |          |         |                |
| Tävlande | Storbritannien | 24         | 9         | 4       |         |          |               |       |           | 2      |            |              |           |           | 4       |         |          |          |          |         |          |       |          |        |         |        |       |         |            | 1       |         |        | 4       |          |          |           |          |          |         |                |

|          |                | Totalpoäng | Jurypoäng | Ukraina | Italien | Lettland | Nederländerna | Malta | Moldavien | Irland | San Marino | Azerbajdzjan | Österrike | Frankrike | Finland | Belgien | Tyskland | Portugal | Kroatien | Estland | Armenien | Polen | Rumänien | Island | Serbien | Cypern | Norge | Schweiz | Australien | Danmark | Spanien | Israel | Sverige | Georgien | Tjeckien | Slovenien | Grekland | Albanien | Litauen | Storbritannien | Rest of the World |
|          |                |            |           |         |         |          |               |       |           |        |            |              |           |           |         |         |          |          |          |         |          |       |          |        |         |        |       |         |            |         |         |        |         |          |          |           |          |          |         |                |                   |
| Tävlande | Österrike      | 120        | 104       |         |         |          | 4             |       |           |        |            |              |           |           | 2       |         |          |          |          |         |          |       |          |        | 3       |        |       |         | 7          |         |         |        |         |          |          |           |          |          |         |                |                   |
| Tävlande | Portugal       | 59         | 43        |         |         |          |               |       |           |        |            |              |           | 5         |         |         |          |          |          |         |          |       |          |        |         |        |       | 7       |            |         | 4       |        |         |          |          |           |          |          |         |                |                   |
| Tävlande | Schweiz        | 92         | 61        |         | 1       |          |               |       |           |        |            | 1            | 2         |           | 1       |         | 3        |          |          | 4       | 2        |       |          |        |         |        | 5     |         |            | 4       |         |        | 8       |          |          |           |          |          |         |                |                   |
| Tävlande | Polen          | 93         | 12        | 12      |         |          | 2             |       | 4         | 8      | 1          |              |           |           |         | 4       | 4        |          |          | 3       | 5        |       |          | 7      |         | 2      | 6     |         |            | 5       |         |        |         |          |          | 1         |          | 1        | 8       | 8              |                   |
| Tävlande | Serbien        | 30         | 14        |         |         |          |               | 2     |           |        |            |              |           |           |         |         |          |          | 7        |         |          |       |          |        |         |        |       | 1       |            |         |         |        |         |          |          | 6         |          |          |         |                |                   |
| Tävlande | Frankrike      | 104        | 54        |         |         |          |               | 1     |           |        |            |              |           |           |         | 2       |          | 2        |          |         | 10       |       | 3        | 4      | 1       | 3      | 8     |         | 2          |         |         | 1      | 2       |          |          | 3         | 3        | 3        | 1       |                | 1                 |
| Tävlande | Cypern         | 126        | 68        |         |         |          |               |       | 3         |        | 5          | 6            |           |           |         |         |          |          |          |         | 8        | 4     | 1        |        |         |        | 2     |         | 8          | 2       |         |        |         |          |          |           | 12       | 7        |         |                |                   |
| Tävlande | Spanien        | 100        | 95        |         |         |          |               |       |           |        |            |              |           |           |         |         |          | 3        |          |         |          |       |          |        |         |        |       |         |            |         |         |        |         |          |          |           |          |          |         |                | 2                 |
| Tävlande | Sverige        | 583        | 340       | 3       | 3       | 8        | 8             | 10    | 8         | 6      | 8          | 10           | 4         | 3         |         | 10      | 1        | 7        | 2        | 10      | 7        | 7     | 8        | 10     | 6       | 8      | 10    | 5       | 10         | 8       | 5       | 4      |         | 7        | 6        | 4         | 8        | 10       | 7       | 5              | 7                 |
| Tävlande | Albanien       | 76         | 17        |         | 7       |          |               |       |           |        |            |              | 3         |           |         | 3       | 8        |          | 6        |         |          |       |          |        |         |        |       | 12      |            |         |         |        |         |          |          | 7         | 4        |          |         |                | 6                 |
| Tävlande | Italien        | 350        | 176       |         |         |          | 3             | 12    | 5         |        | 7          | 4            | 8         | 7         |         | 7       | 10       | 6        | 8        | 2       | 3        |       | 7        | 1      | 2       | 6      | 7     | 10      |            | 3       | 6       | 7      | 6       | 5        | 1        | 8         | 5        | 12       | 6       |                |                   |
| Tävlande | Estland        | 168        | 146       |         |         | 6        | 5             |       |           |        |            |              |           |           | 6       |         |          |          |          |         |          |       |          |        |         |        |       |         |            |         |         |        |         |          |          |           |          |          | 5       |                |                   |
| Tävlande | Finland        | 526        | 150       | 10      | 6       | 12       | 12            | 8     | 7         | 12     | 12         | 8            | 12        | 6         |         | 12      | 12       | 10       | 10       | 12      | 6        | 10    | 10       | 12     | 12      | 7      | 12    | 8       | 12         | 12      | 12      | 12     | 12      | 8        | 10       | 10        | 10       | 6        | 12      | 12             | 10                |
| Tävlande | Tjeckien       | 129        | 94        | 2       | 2       | 1        |               |       | 1         |        |            | 3            |           |           | 10      |         |          |          | 3        |         |          | 3     |          |        | 4       |        |       |         |            |         |         | 2      | 3       |          |          |           | 1        |          |         |                |                   |
| Tävlande | Australien     | 151        | 130       |         |         |          | 1             |       |           |        |            |              |           |           | 8       |         |          |          |          | 6       |          |       |          | 3      |         |        |       |         |            |         |         |        | 1       |          |          |           |          |          |         | 2              |                   |
| Tävlande | Belgien        | 182        | 127       |         |         |          | 10            |       |           | 3      |            |              |           | 2         |         |         | 2        | 1        |          |         |          |       |          | 6      |         |        | 4     |         | 3          | 6       | 3       |        | 7       |          |          | 2         |          |          |         | 6              |                   |
| Tävlande | Armenien       | 122        | 69        |         |         |          |               |       | 2         |        |            |              |           | 12        |         | 6       |          |          |          |         |          |       |          |        |         | 4      |       |         |            |         | 2       | 3      |         | 12       | 2        |           | 2        |          |         |                | 8                 |
| Tävlande | Moldavien      | 96         | 20        | 6       | 12      |          |               |       |           | 4      | 3          |              |           | 8         | 3       |         |          | 8        | 1        |         |          |       | 12       |        |         | 1      |       |         |            | 1       | 1       | 5      |         | 3        | 5        |           |          |          | 2       | 1              |                   |
| Tävlande | Ukraina        | 243        | 54        |         | 8       | 7        |               | 5     | 12        | 7      | 6          | 7            | 5         | 4         |         | 1       | 7        | 12       |          | 8       | 1        | 12    | 4        | 2      |         | 10     | 1     |         |            | 7       | 10      | 8      | 4       | 10       | 12       |           |          |          | 10      | 4              | 5                 |
| Tävlande | Norge          | 268        | 52        | 7       | 10      | 3        | 7             | 7     | 6         | 5      | 4          | 2            | 7         | 1         | 12      | 8       | 5        | 4        | 5        | 7       | 4        | 8     | 5        | 8      | 5       | 5      |       | 2       | 6          | 10      | 8       | 10     | 10      | 2        | 7        | 5         | 6        | 4        |         | 7              | 4                 |
| Tävlande | Tyskland       | 18         | 3         |         |         |          |               |       |           |        |            |              | 6         |           | 5       |         |          |          |          |         |          |       |          |        |         |        |       | 4       |            |         |         |        |         |          |          |           |          |          |         |                |                   |
| Tävlande | Litauen        | 127        | 81        | 4       |         | 10       |               |       |           | 10     | 2          |              |           |           |         |         |          |          |          | 5       |          | 1     |          |        |         |        |       |         |            |         |         |        |         | 4        |          |           |          |          |         | 10             |                   |
| Tävlande | Israel         | 362        | 177       | 1       | 5       | 5        | 6             | 6     | 10        | 1      | 10         | 12           | 1         | 10        |         | 5       |          | 5        | 4        |         | 12       | 5     | 6        |        | 7       | 12     | 3     | 3       | 5          |         | 7       |        |         | 6        | 8        |           | 7        | 5        | 3       | 3              | 12                |
| Tävlande | Slovenien      | 78         | 33        |         |         | 2        |               |       |           |        |            | 5            |           |           | 7       |         |          |          | 12       | 1       |          | 2     | 2        |        | 8       |        |       |         | 1          |         |         |        |         |          | 3        |           |          | 2        |         |                |                   |
| Tävlande | Kroatien       | 123        | 11        | 8       | 4       | 4        |               |       |           | 2      |            |              | 10        |           | 4       |         | 6        |          |          |         |          | 6     |          | 5      | 10      |        |       | 6       | 4          |         |         | 6      | 5       | 1        | 4        | 12        |          | 8        | 4       |                | 3                 |
| Tävlande | Storbritannien | 24         | 15        | 5       |         |          |               | 4     |           |        |            |              |           |           |         |         |          |          |          |         |          |       |          |        |         |        |       |         |            |         |         |        |         |          |          |           |          |          |         |                |                   |

## Anteckningar
1. ↑  på uppdrag av ARD.